# Heini Otto

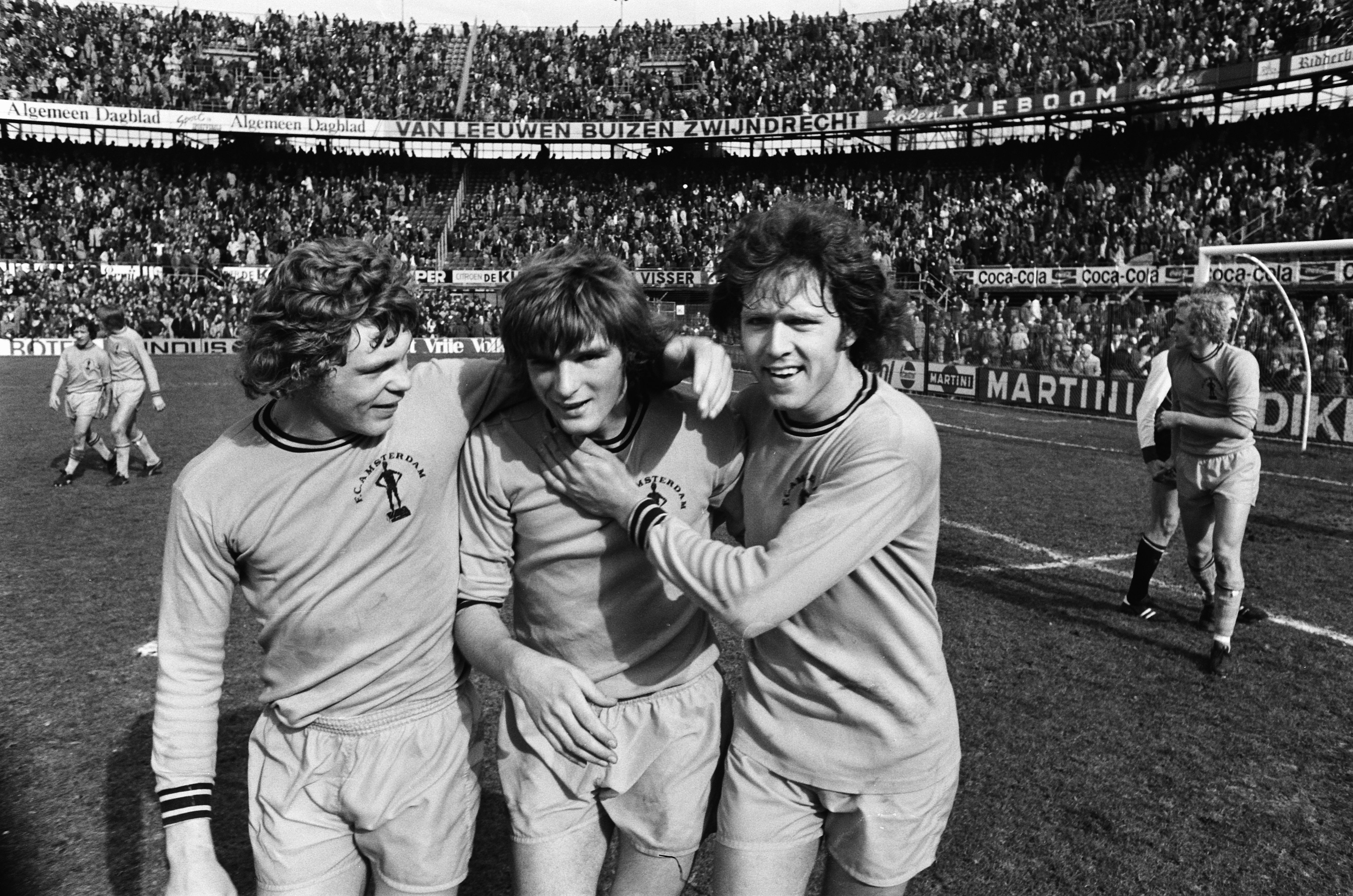
Drie spelers van FC Amsterdam: Nico Jansen, Heini Otto en Geert Meijer (1975)

Heini Otto (Amsterdam, 24 augustus 1954) is een voormalig Nederlands voetballer en voetbaltrainer. De middenvelder startte zijn carrière voor FC Amsterdam en speelde vervolgens voor FC Twente, het Engelse Middlesbrough en FC Den Haag. Tegenwoordig is Otto lid van de technische staf van de jeugdopleiding van Ajax.

## Carrière
Otto werd geboren aan de Brouwersgracht in de Amsterdamse Jordaan. Hij maakte zijn debuut in het betaalde voetbal op 15 september 1974 voor FC Amsterdam, toen hij in een wedstrijd tegen HFC Haarlem inviel voor Gerard van der Lem. Met FC Amsterdam speelde hij in zijn debuutseizoen in de UEFA Cup. Na overwinningen tegen onder andere Internazionale en Fortuna Düsseldorf werd FC Amsterdam door 1. FC Köln in de kwartfinale uitgeschakeld.
Otto speelde eenmaal voor het Nederlands Elftal. In 1975 bracht hij zijn teamgenoot Jan Jongbloed naar het vliegveld voor een vriendschappelijke uitwedstrijd tegen Joegoslavië. Daar aangekomen bleek dat Willem van Hanegem niet was komen opdagen. Trainer George Knobel verzocht Otto vervolgens om zo snel mogelijk thuis zijn voetbalspullen op te halen. In de wedstrijd viel hij na 71 minuten in voor Peter Arntz.
In 1978 vertrok Otto naar FC Twente. In drie seizoenen speelde hij 90 eredivisiewedstrijden waarin hij tien doelpunten maakte. In de zomer van 1981 verdiende Otto door middel van enkele proefwedstrijden een contract bij het Engelse Middlesbrough FC. In 1982 degradeerde hij met dit team naar de Tweede divisie. Tussen 1982 en 1985 speelde Otto 155 wedstrijden op rij voor zijn club. In mei 1985 weigerde hij een contractverlenging en keerde hij terug naar Nederland, om uit te komen voor FC Den Haag. Voor Den Haag speelde Otto zeven seizoenen. In zijn eerste seizoen werd hij met de club kampioen van de Eerste divisie. Hij vestigde een record in het Nederlands betaald voetbal door tussen 18 augustus 1985 en 3 november 1991 221 opeenvolgende wedstrijden te spelen, zonder een minuut te missen. Dit record werd later verbroken door Fred Grim. In 1992 nam hij op 37-jarige leeftijd afscheid. In zijn laatste seizoen viel hij op toen hij in een wedstrijd tegen Feyenoord tweemaal in eigen doel scoorde. Zijn laatste wedstrijd speelde hij in mei 1992 tegen Go Ahead Eagles.
Vervolgens werd Otto jeugdtrainer van FC Den Haag en later Ajax. In 1997 werd hij assistent-trainer bij Ajax. Van 2000 tot 2002 was hij hoofdtrainer van HFC Haarlem. Op 12 juni 2002 werd bij een medische controle een hartprobleem vastgesteld, waarna hij twee dagen later een negen uur durende openhartoperatie moest ondergaan. Otto besloot zijn functie als hoofdtrainer neer te leggen en keerde later dat jaar terug naar Ajax, waar hij toetrad tot de technische staf van de jeugdopleiding.